# Pudrad trattskivling
Pudrad trattskivling (Lepista nebularis) är en art av hattsvamp i familjen Tricholomataceae. Den fördes tidigare till släktet Clitocybe. 
Pudrad trattskivling är en grå till ljusgrå trattskivling som trivs på kväverik och kalkrik mark, och kan växa både i barrskog och lövskog, och även på platser där löv och annat växtavfall från parker och trädgårdar samlas för kompostering.

## Utseende
Fruktkropparna uppträder under den senare delen av hösten, ofta i grupper. Till en början är hattens form välvd, men senare får svampen en mer utbredd hatt. Kanten på hatten är hos unga exemplar inböjd. Hos äldre exemplar med utbredd hatt är kanten vågig. Bredden på hatten är 10–20 centimeter och färgen är grå till ljusgrå. Ett vitt mycelludd gör att svampens hatt ser vitpudrad ut. Svampen har vitaktiga skivor som är vidfästade eller löper ned ett litet stycke på foten. Sporerna är gräddgula. 
Foten har en höjd på 7–10 centimeter och en tjocklek på 2–4 centimeter, som vidast närmast basen. Köttet är vitt och fast i konsistensen och svampen har en speciell, lite honungsaktig eller blomliknande men något frän doft. Arten kan förväxlas med den giftiga bolmörtsskivlingen.

## Användning
Pudrad trattskivling anses ätlig men tyvärr innehåller den en liten mängd muskarin vilket orsakar illamående om svampen förtärs utan att först förvällas. Eftersom det händer att känsliga kan reagera även efter tillagning, är det ingen svamp som man rekommenderar, speciellt inte till den med dålig mage.